# Silvio Francesco

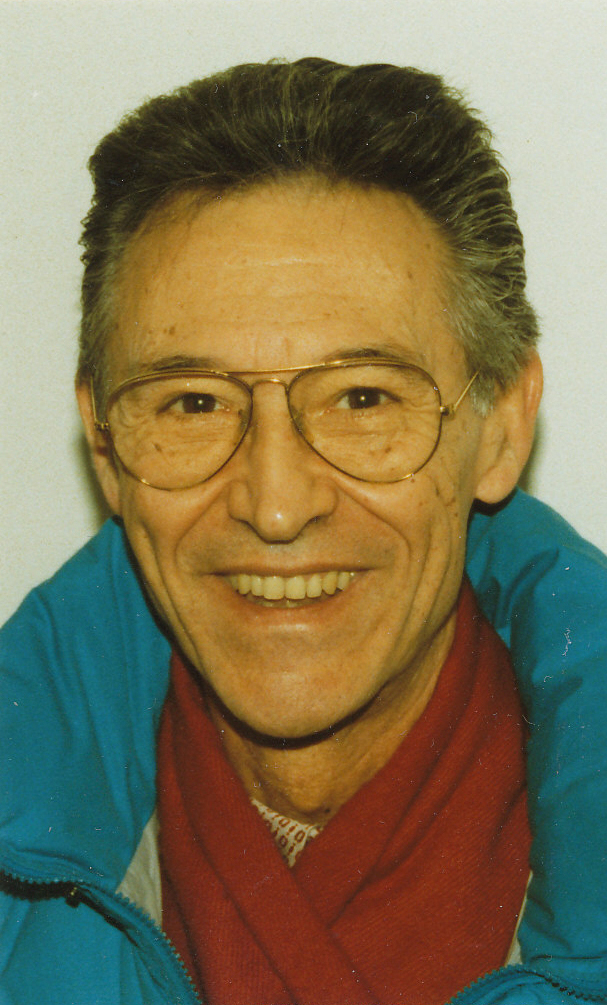
Silvio Francesco, um 1990

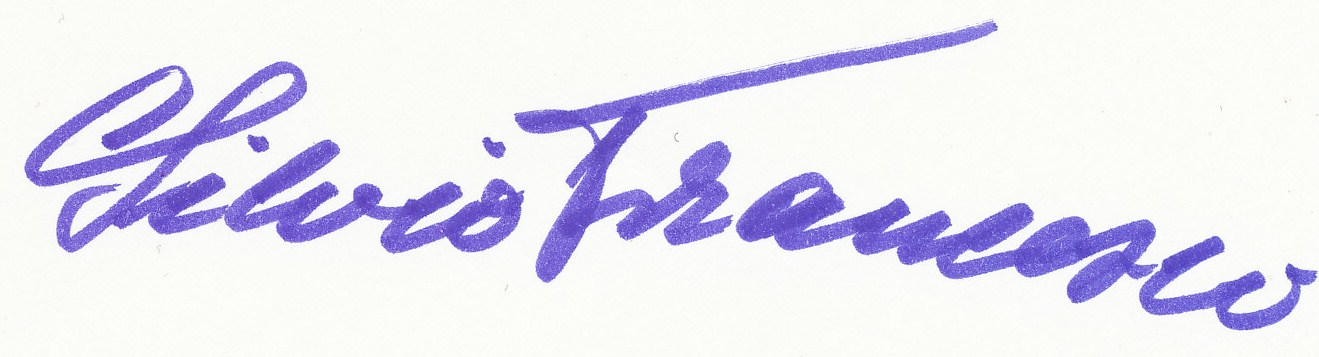
Autogramm von Silvio Francesco

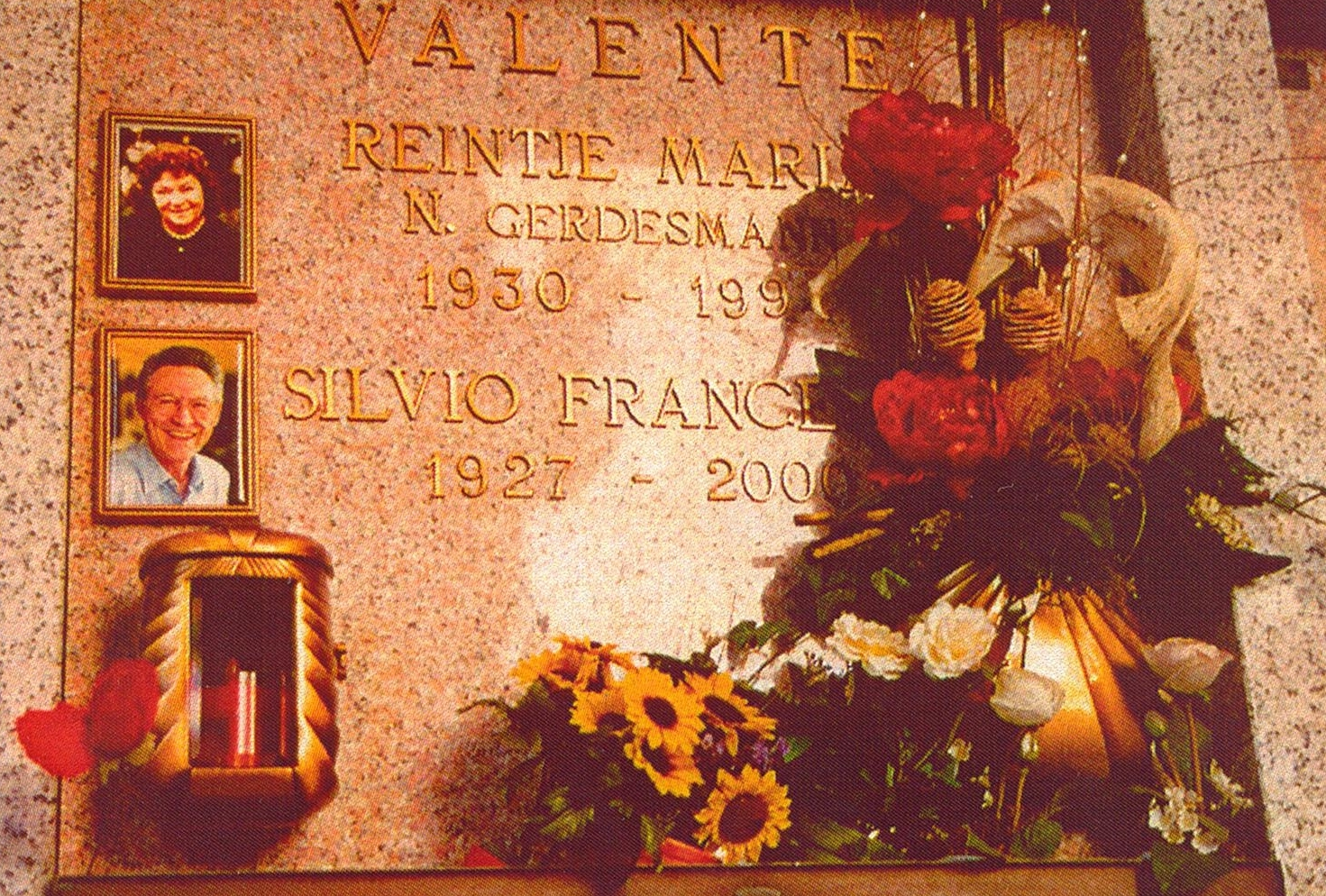
Grabstätte von Silvio Francesco

Silvio Francesco (* 13. Juli 1927 in Paris; † 20. August 2000 in Lugano; eigentlich: Silvio Francesco Valente) war ein italienischer Unterhaltungskünstler, der in der Bundesrepublik als Schlagersänger einigen Erfolg hatte.

## Karriere
Er wurde als Sohn einer Künstlerfamilie geboren. Mutter Maria Valente war ein international gefeierter Musikclown, Vater Giuseppe ein bekannter Akkordeonvirtuose. Es war die Welt des Zirkus und des Varietés, die Silvio und seine drei weiteren Geschwister beruflich prägten. Schon früh erlernte er verschiedene Instrumente. Seine jüngere Schwester war der Weltstar Caterina Valente, mit der er mehrere Duette, oft unter Pseudonymen wie Club Manhattan, Club Honolulu, Club Argentina, Club Indonesia oder Club Italia, sang.
Als Caterina im Jahre 1959 von Polydor zu Decca wechselte, wurde Margot Eskens vorübergehend Silvios Gesangspartnerin. 1960 brachte Valente ihren Bruder dann ebenfalls bei Decca unter, sie produzierten dort einige Coverversionen wie Peppermint Twist, Quando quando (1962) und von Itsy Bitsy Teenie Weenie Honolulu-Strand-Bikini (1960). 1963 gelang einer Aufnahme mit Francesco zum letzten Male ein Einstieg in die Hitparade. Danach war seine Karriere als Schlagersänger faktisch beendet.
Silvio Francesco, der zugunsten Caterinas seine beiden Vornamen als Künstlernamen wählte, war musikalischer Leiter bei den weltweiten Tourneen seiner Schwester. Er wirkte auch in Schlagerfilmen mit, in denen Caterina Valente teilweise die Hauptrolle spielte.
Der Künstler lebte zuletzt in Campione d’Italia, wo er ein kleines Hotel betrieb.
Silvio Francesco starb am 20. August 2000 mit 73 Jahren an den Folgen von Krebs. Sein Grab liegt im Urnenhain der italienischen Exklave Campione d’Italia am Luganersee. Der Künstler war verheiratet und hatte zwei Kinder.

## Diskografie (Auswahl)

### Alben
mit Caterina Valente
- Du bist Musik (1956, Polydor; mit Die Argentinos und Kurt Edelhagen mit seinem Orchester)
- Olé Caterina (1957, Decca)
- Arriba Caterina (1958, Decca)
- Serenata d’amore (1958, Polydor)
- Deutsche Evergreens (1962, London)
- Tanz mit Catrin (1965, Hörzu; mit Johnny Keating und seinem Orchester)
- Go Latin! (1966, Decca)
- The Many Voices of Caterina Valente and Silvio Francesco (1968, Decca)

### Singles
als Solist
- Babatschi (1956)
- Die blauen Nächte von Santa Maria (1957)
- Copacabana (1958)
- Eine ganze Nacht (Ma Fille) (1960)
- Lula lula leila (1960)
- Hello Mary Lou (1961)
- Catarina (1962)

mit Caterina Valente
- Steig in das Traumboot der Liebe (1955)
- Wie wär’s (1955)
- Es geht besser, besser, besser (1955)
- O Billy Boy (1956)
- Die goldenen Spangen (1956)
- Ich wär so gern bei dir (1956)
- Ich laß dich nie mehr allein (1958)
- Roter Wein und Musik in Toskanien (1958)
- Quizas, quizas (1958)
- Es war in Portugal im Mai (1958)
- Bongo Cha-Cha-Cha (1958)
- Rote Rosen werden blühen (1959)
- Itsy bitsy teenie weenie Honolulu-Strand-Bikini (1960)
- Die kleine Stadt will schlafen geh’n (1961)
- Quando – Quando (1962)
- Einmal weht der Südwind wieder (1962)
- The Peppermint Twist (1962)
- Popocatepetl-Twist (1962)
- Madison in Mexico (1963)
- Lup-di-lu (1963)
- Goodbye Hawaii (1963)
- I Love You (1963)

mit Margot Eskens
- Calypso Italiano (1957)
- Alle schönen Frauen (1958)
- Himmelblaue Serenade (1958)
- Du bist mir lieber als die andern (1958)
- Mondscheinpartie (1959)

## Filmografie (Auswahl)
- 1955: Liebe, Tanz und 1000 Schlager
- 1956: Bonjour Kathrin
- 1956: Küß mich noch einmal
- 1956: Du bist Musik
- 1957: Casino de Paris
- 1957: Und abends in die Scala
- 1958: Das ist Paris
- 1959: Du bist wunderbar
- 1960: Marina
- 1997: Wilde Zeiten

## Belege
1. ↑  Christian Schröder: Silvio Francesco ist tot: Ein Artist als Reisebegleiter. In: Der Tagesspiegel. 25. August 2000, abgerufen am 27. Februar 2023.
2. 1 2  Silvio. In: Offizielle Deutsche Charts. GfK Entertainment, abgerufen am 6. April 2020.
3. ↑  Silvio Francesco – Songs. In: Chartsurfer.de. Abgerufen am 6. April 2020.

| Personendaten    | Personendaten                                      |
| ---------------- | -------------------------------------------------- |
| NAME             | Francesco, Silvio                                  |
| ALTERNATIVNAMEN  | Valente, Silvio Francesco (wirklicher Name)        |
| KURZBESCHREIBUNG | italienischer Entertainer, Sänger und Schauspieler |
| GEBURTSDATUM     | 13. Juli 1927                                      |
| GEBURTSORT       | Paris                                              |
| STERBEDATUM      | 20. August 2000                                    |
| STERBEORT        | Lugano                                             |